# 자전거
자전거(自轉車 영어: bicycle)는 일반적으로 바퀴 두 개로 구성되어 사람의 힘으로 움직일 수 있는 교통 수단이다.
사람이 타고 앉아 두 다리의 힘으로 또는 전기 모터의 도움(motor-assisted)으로 바퀴를 돌려서 갈 수 있으며, 안장에 올라앉아 두 손으로 핸들을 잡고 두 발로 페달을 교대로 밟아 체인으로 바퀴를 돌리게 되어 있다. 바퀴는 흔히 두 개이며 한 개짜리나 세 개짜리도 있다. 바퀴 두개를 연결하는 구조 위에 안장을 두어 사람이 올라 탈 수 있도록 되어 있으며 발로 발판을 밟아 앞으로 나갈 수 있다. 자전차(自轉車)라는 낱말도 쓰이지만 대한민국 국어사전에서는 자전거의 잘못이라고 표기하고 있다. 중국에서는 자행차(自行车) 또는 자유차(自由車), 대만에서는 각답차(腳踏車)라고 부르며 전기자전거가 발달되었다.

## 역사

자전거의 변천사

### 최초의 자전거
최초의 자전거를 누가 만들었는지에 대한 의견은 분분하다. 독일, 프랑스, 영국은 자국의 발명가 혹은 기술자가 최초의 발명자라고 주장하고 있으며, 이런 논란은 어떠한 형태의 것을 최초의 자전거로 보느냐에 따라 달라지기 때문에 일어난다.
두 바퀴를 연결해서 발을 박차는 단순하고 원시적인 두 바퀴 탈 것에 대한 상상은 이집트 사원의 벽화, 고대 중국 등 여러 지역에서 나타나고 있으며, 작품집 《코덱스 아틀란티쿠스》(Codex Atlanticus)에 실려 있는 두 바퀴 탈 것의 구상을 근거로 레오나르도 다 빈치(Leonardo da Vinci)가 최초로 자전거를 고안했다는 주장도 제기되었다. 그러나 이러한 주장은 1974년에 발견되어 복원되는 과정에서 두 개의 원이 그려졌을 뿐인 원래의 그림에 연필로 덧칠을 하여 원시적인 자전거로 보이게끔 조작했다는 것이 밝혀져 사실이 아닌 것으로 확인된다. 1839년에서 1840년 사이 스코틀랜드의 커크파트릭 맥밀란에 의해 페달식 크랭크가 발명되었다. 1861년 3월 프랑스의 에르네스트 미쇼는 크랭크를 앞 바퀴의 축에 연결하는 방식으로 처음으로 운전할 수 있게 하였다.

#### 자력으로 달리는 자전거
프랑스의 저널리스트 루이 보드리 드 소니에(프랑스어: Louis Baudry de Saunier)는 1891년, 저서 《벨로시피드의 역사》(프랑스어: Histoire générale de la vélocipédie)에 1790년에 프랑스의 콩트 메데 드 시브락(Comte Mede de Sivrac or Comte the Sivrac)이 바퀴 둘을 나무로 잇고, 중앙에는 안장, 앞쪽에는 손잡이가 달린 새로운 두바퀴 탈것을 만들었다는 내용을 싣는다. 이에 따르면 이 장치는 처음에는 '슈발 드 보아(프랑스어: Cheval de bois, 목마)'라고 불렸으나 곧 '셀레리페르(프랑스어: célérifère)'라는 이름을 얻는다. 이 이름은 라틴어를 합성한 것으로 빠르다는 뜻인 celer와 운반한다는 말인 ferre를 합쳐 만든 것이다. 이러한 설명은 진위에 논란이 있다. 다른 설명에 따르면 '셀레리페르'는 영국에서 프랑스로 수입된 경마차의 이름이며 콩트 메데 드 시브락은 실존하지 않는 인물이다.

#### 뱡항 전환이 가능한 자전거(1816년에서 1818년 사이)
독일에서 카를 폰 드라이스(Karl Drais)가 만들어 1818년 공개한 드라이지네는 셀레리페르의 앞바퀴를 고정하지 않아 달리면서 방향을 바꿀 수 있게 고안한 것이었다. 드라이지네는 셀레리페르 대신 대부분의 전문가로부터 자전거의 원조로 꼽히는 영광을 차지했다.

#### 지면에 발을 대지 않고 달릴 수 있는 자전거(1839년)
스코틀랜드의 커크패트릭 맥밀런이 1839년에 선보인 디딤판식 두 바퀴 탈것은 자전거 진화에 크게 기여했다. 처음으로 땅을 차지 않아도 달릴 수 있었기 때문이다. 디딤판을 밟아 생긴 힘이 연결봉과 크랭크를 통해 뒷바퀴를 굴리는 새 방식은 메커니즘이 조금 복잡하고 내구성도 좋지 못해 실용성과는 거리가 있어 널리 보급되지 못했다.

#### 앞바퀴를 발판으로 회전시키는 자전거(1861년)
1861년 파리에서 발판으로 앞바퀴를 직접 돌리는 피에르 미쇼(Pierre Michaux)의 벨로시페드로 이어진다. 요즘 어린이가 타는 세발자전거처럼 안장에 앉아서 두 발로 앞바퀴에 달린 회전식 발판을 밟아 달리는 것으로, 현대 자전거의 기틀을 마련한 탈 것이다.

#### 발판에 의한 회전을 체인을 통하여 뒷바퀴를 움직이는 자전거
앞바퀴를 발판으로 굴리는 본쉐이커와 앞바퀴가 유난히 큰 오디너리, 체인 드라이브인 안전한 두 바퀴 탈것 세이프티. 1860년대 초반부터 거의 10년 간격으로 등장한 이들 세 탈것은 현대 자전거에 이르는 길목에 우뚝 선 이정표들이다. 특히 세이프티는 1880년대 막 나온 공기 타이어와 결합해 자전거의 기틀을 완성시키면서 1890년대를 자전거 전성기로 떠오르게 했다.

### 한국에서의 자전거

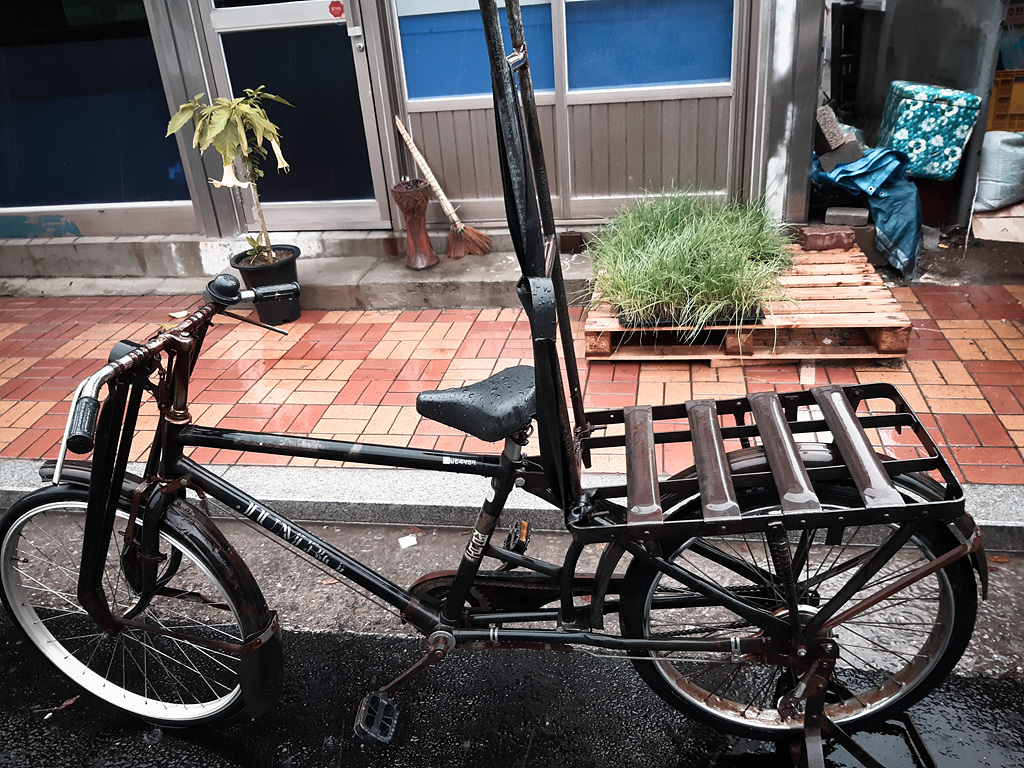
한국의 오래된 자전거(점보자전거)

한국에서는 1890년대 서재필이 미국에서 돌아온 후(1895)에 처음 소개하고 독립문 공사현장을 둘러봤다는 기록이 있다. 당시 축지차라고 불렀으나 1903년대에 정부가 자전거라는 이름을 붙였다. 그 외에 윤치호가 자전거를 타고 다녔다는 주장도 있다.

## 원리
자전거는 타는 사람이 두 발로 발판을 밟아 체인으로 바퀴를 돌려 나아가게 만든 가볍고 편리한 차다. 자전거는 엔진이 없는 점 외에는 기본적인 구조에서는 오토바이와 똑같다. 자전거는 페달을 밟으면 페달의 체인 스프라켓이 돈다. 체인 스프라켓 주위를 감싸고 있는 체인은 뒷바퀴의 작은 스프라켓과 연결되어 있어 뒷바퀴를 구동한다.
운행 중인 자전거가 넘어지지 않는 이유는 회전하는 물체는 자체적으로 균형이 잡히는 자이로스코프 원리가 적용되어, 일정 이상 속도가 나면 균형이 유지된다. 팽이가 회전 할 시 일어서는 것과 같다.

## 종류
자전거의 종류에는 산악용·도로용·어린이용 등이 있으며 그 밖에 두 명이 함께 탈 수 있는 탠덤 자전거와 누워 탈 수 있는 자전거 등 특수 자전거 등이 있다.

### 산악 자전거(MTB)
미국 캘리포니아 주에서 처음 만들어졌으며, 1996년 미국 애틀란타 올림픽에서 정식 경기종목으로 채택되었다. 산길 등 험한 길에서도 쉽게 달릴수 있게 만든 자전거로 타이어 및 기어 변속의 폭이 넓어 경사길을 쉽게 오르내릴 수 있다. 변속기의 단수의 표기는 앞기어의 개수하고 뒷기어의 개수를 곱한 것으로 21단, 24단, 27단, 30단이 주로 사용되고 있다. 특수 제작된 자전거의 차체는 가벼우면서도 단단한 경합금 및 알루미늄, 스칸듐, 티타늄, 마그네슘, 크롬몰리브덴강(Chromium-Molybdenum Alloy Steel or Chrome-Moly)과 카본 파이버 등을 사용하여 가볍고 강도가 높아 변형이 되지 않으며, 보통 완충장치가 달려있어 운전자가 받는 충격을 줄여주며, 제동장치도 험한 길에서도 잘 작동되도록 튼튼하게 만들어져 있어서 일반 자전거보다 가격이 다소 비싼 편이다.

#### All Mountain
"Enduro Mountain"이라고도 불린다. 전문 레이서가 아닌 동호인에게 가장 알맞은 스타일이기도 하다. All Round라고 하기도 하며 XC 와 프리라이딩의 중간으로 보면 된다. 웬만한 급경사나 험로를 내려올 수있게끔 고안된 자전거이다. 프레임에 뒷 서스펜션(Rear Suspension)이 장착되어 있다.

#### FR(Free Ride)
자전거가 발전함에 따라 더 과격한 라이딩의 요구에 맞추어 더 튼튼한 자전거가 필요하게 되었고 여기에 부합되는 자전거이다. 올 마운틴보다는 DH(다운힐)에 가깝고 어느 정도의 드랍이나 점프도 가능한 자전거이다.

#### 다운 힐(DH)
글자 그대로 다운힐(내리막길)만을 위하여 만들어진 자전거로서 충격 흡수와 제동력에 중점을 둔 자전거이다. 강한 제동력을 위하여 주로 디스크 브레이크를 사용하며 다른 자전거에 비해서 무겁다. 풀 서스펜션이 일반적이며 주로 하나의 체인링을 사용한다. 외관이 오토바이처럼 무겁게 생긴 자전거이다.

#### 크로스컨트리(XC)
산악 자전거에서 가장 가벼운 종류이다. 하드 태일과 소프트래일로 존재하며 산을 빠르게 달리는 자전거이다. 서스팬션이 산악 자전거 중에서 가장 짧다. 하드태일은 페달링으로  전달되는 힘을 그대로 받는다.

#### 트라이얼
모터 트라이얼을 자전거로 할 수 있도록 특화시킨 자전거이다. 현재는 MTB의 한 갈래로 여겨지지만 첫 시도는 스페인의 Ot-pi라는 사람이 BMX를 개조한 자전거로 시도한 것이 그 시초이다. 앞뒤 다 서스펜션이 없는 리지드 포크를 사용하며 순간적인 순발력을 쓰기 위해 기어비는 가볍게 맞춰 놓고 탄다.

### BMX(Bicycle Motocross)
모토크로스 경기용 모터사이클을 타는 듯한 기분을 즐길 수 있는 자전거이다. 핸들을 360도 회전시킬 수 있는 것이 특징으로, 점프, 점프회전 등의 묘기도 가능하다. 작은 바퀴에 넓은 타이어로 되어 있어, 언덕이건 산길이건 가리지 않고 달려가고 심지어는 계단까지 오르내리는 것이 가능하다. 마치 모터사이클과 같다고 해서 BMX라는 이름이 붙였다. BMX는 코스타 브레이크(Coaster Brake)라는 방식으로, 페달을 뒤로 돌리면, 브레이크가 걸리는 방식으로 제작된 형태의 제품도 있다.

### 경기용 자전거(Road bike/Track bike)
흔히 sycle이라고도 하며, 평탄한 길 위에서 빠르게 주행할 목적으로 제작된 자전거이다. 일반적으로 무게가 가볍고 외관이 날렵하게 생겼으며 경기용 자전거의 종류에는 트랙및 도로 경기용 등이 있다. 트랙용 자전거의 기어는 고정기어이며, 이는 트랙 경기의 일종인 경륜에서 사용하는 자전거도 마찬가지이다. 반면 도로 경기용 자전거의 기어는 변속이 가능하다. 타임 트라이얼은 시간을 측정하는 종목을 위한 자전거이다. 에어로바, 하이림 등으로 공기의 저항을 최소화 하기위한 부품으로 구성되어 있다.

### 텐덤 자전거(Tandem bike)
두 사람이 앞뒤로 탈 수 있도록 제작된 자전거이며 옆으로 나란히 탈 수 있는 자전거는 social bike라고하며 여럿이 함께 탈 수 있는 자전거들도 있다.

### 외발자전거(Unicycle)
한 개의 바퀴 위에 안장을 부착한 형태의 자전거이다. 주로 탑승자가 묘기를 보이기 위한 목적으로 개발되었으나, 산악 지형을 통과하는 등 취미 목적으로 사용하는 사람도 있다.

### 리컴번트 자전거(Recumbent Bike)
누워서 타는 자전거로서 공기저항이 적고 편안한 자세로 탈 수 있어 일반적으로 직립자전거보다 더 빠르지만, 가격이 비싸며, 보급 대수도 많지 않다.

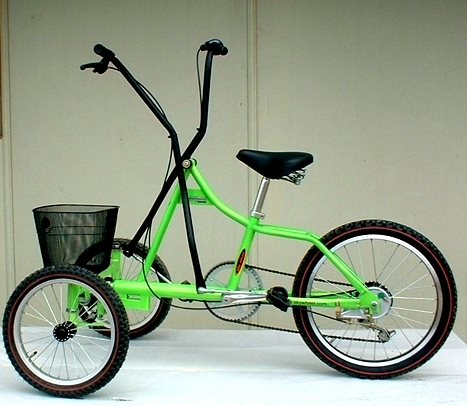
손발 자전거

### 손발 자전거(Hand &FootBike)
손과 발 모두를 이용하여 전진하는 자전거로서 전신운동이 되며 더 빠르고 장거리 운행에 유리하며 노약자나 부녀자, 지체장애인 등이 사용할 수 있는 자전거이다.

### 고정 기어 자전거(Fixed gear bike)
최근 젊은 층사이에서 상당히 인기가 많은 자전거로서 픽시(fixie)라고도 불리며 형태적으로는 도로 자전거와 유사한 모양을 하고 있으나 변속기 없이 하나의 톱니만 있으며, 축과 톱니가 고정이 되어 있어서 자신이 페달을 밟을 때만 바퀴가 굴러가며 페달을 뒤로 돌리면 바퀴가 뒤로 돌아가게 된다. 그래서 BMX처럼 묘기또한 가능한 자전거이다. 빠른속도 또한 고정 기어 자전거의 특징임.트랙 경기용 사이클이 모두 고정 기어 자전거이다. 그리고 기어를 바꿀 수 없다. 또 픽시로 할 수 있는 기술이 예를 들면 스키딩 그리고 뒤로 타고 다니는 백 라이딩 그리고 바퀴를 올리는 팝업 그리고 호핑 그리고 엔도 등이 있다.

## 구조

자전거 구조

자전거는 몸통을 이루는 뼈대, 방향을 조절하는 조향계, 앞·뒤 바퀴, 발판 등 구동장치, 변속장치, 제동장치 등으로 이루어져 있다.

## 같이 보기
- 자전거 타기
- 자전거 길
- 크리티컬 매스
- 자전거 경기
- 사이클